# Wehneltzylinder

Aufbau einer Elektronenkanone mit:
➀ Glühkathode
➁ Wehneltzylinder
➂ Anodenblende

Der Wehneltzylinder ist eine zylinderförmige Steuerelektrode zum Regeln der Helligkeit in Kathodenstrahlröhren und zum Fokussieren von Elektronenstrahlen. Er wurde in den Jahren 1902/03 von Arthur Wehnelt entwickelt.
Der Wehneltzylinder wird in unmittelbarer Nähe einer Glühkathode angebracht und ihr gegenüber mit einem negativen elektrischen Potential versehen. Durch Einstellen dieser Spannung verändert sich die Anzahl der Elektronen, die das Potential überwinden können, und somit die Intensität des Elektronenstrahles.
Zudem werden Elektronen, deren Flugrichtung sehr weit von der Strahlachse abweicht, durch das negative Potential der Zylinderwand gleichmäßig von dieser abgestoßen und somit wieder zur Strahlachse hin gelenkt. Der Elektronenstrahl wird gebündelt und es ist nun leichter, Versuche mit ihm durchzuführen, z. B. in der Fadenstrahlröhre.
Durch den Wehneltzylinder konnte die vorher notwendige sehr hohe Anodenspannung deutlich reduziert werden.